# 张光全
张光全（1972年1月—），重庆市万州区人，中华人民共和国政治人物。

## 生平
1972年1月，张光全出生在重庆市万州区。四川师范学院（今四川师范大学）毕业后留校工作，1992年12月加入中国共产党。
2002年8月，张光全进入政界，出任仪陇县人民政府副县长。
2006年9月，张光全调任中共南部县委常委、总工会主席，2011年11月转任中共南部县委常委、宣传部部长。
2016年10月，张光全调任中共蓬安县委副书记、县委党校校长。
2017年9月，张光全调任中共西充县委副书记、西充县人民政府代县长（2018年1月）兼党组书记，2020年11月升任中共西充县委书记，2024年6月退任。

## 荣誉
2021年4月22日，中共四川省委、四川省人民政府授予张光全“四川省脱贫攻坚先进个人”称号。

## 落马
2024年8月，张光全涉嫌严重违纪违法，主动投案，接受南充市纪委监委纪律审查和监察调查。